# Дешифрування
Дешифрування — це інтерпретація невідомих символів письма для отримання текстів, які можна інтерпретувати як відому або досі невідому мову.

## Теорія
Теоретичні підготовчі положення до дешифрування були викладені філософом Готфрідом Вільгельмом Лейбніцем у 1714 р., але єдиною дотеоретичною суттю є точне відтворення незнайомих написів. Іноді стародавні писарі створювали двомовні тексти, в яких вміст дублюється або перефразується відомими та неідентифікованими мовами. Частіше вчені повинні шукати умовну двомовність, певний зміст – зазвичай особисті або географічні назви (топоніми) – які можна правдоподібно ідентифікувати в тексті за зовнішніми ознаками. 

## Приклади
Два розшифрування грецьких писемностей є прикладом цих двох типів:
- Кіпрське письмо було ідентифіковане за нумізматичними зразками в 1852 р., а напис фінікійською мовою зі словом «кіпріот» було знайдено в 1869 р. Після публікації в 1872 р. Джордж Сміт співвідніс імена та повторюване слово «цар» у фінікійській мові з послідовностями в кіпрському письмі. Він дійшов важливого висновку, що письмо був складовим, і припустив, що мова була грецькою, але не зміг ідентифікувати більшість символів. Саме Моріц Шмідт у 1874 р.встановив правильні читання майже всіх символів, підтвердив ідентичність мови та прочитав інші відомі тексти, використовуючи це письмо (критерій, який робить малоймовірним прийняття будь-якого тлумачення Фестського диска, поки він залишається унікальним).
- Лінійне письмо Б було виявлено на початку ХХ ст. на Криті та в материковій Греції, але тексти (які, як вважається, фіксували мову догрецьких мешканців) довго залишалися неопублікованими. До 1945 р. Еліс Кобер змогла скласти таблиці, які, здавалося, показували словозмінні суфікси для різних слів, а після її смерті Майкл Вентріс систематизував зростаючу кількість матеріалу, занотовуючи символи, які, здавалося, починалися з однієї й тієї ж приголосної та закінчувалися різними голосними і навпаки, у «Робочих нотатках», розповсюджених серед вчених у 1951–1952 рр. Він помітив, що певні послідовності символів, здається, зустрічалися лише на табличках, що походили з певних місць, і спробував підібрати їх до відповідних топонімів з класичних джерел та сучасних довідників. Такий підхід виявився позитивним. Потім він спробував прочитати тексти грецькою мовою, використовуючи отримані значення, і виявив, що має справу з ранньою формою грецької мови.

Серед інших писемностей, розшифрованих за допомогою білінгвів, є найперша, пальміренська (форма арамейської), написана Жаном-Жаком Бартелемі в 1754 р. Єгипетські ієрогліфи (сам Розетський камінь не містить достатньо інформації для розшифровки) Жаном-Франсуа Шампольйоном у 1822 р., спираючись на ідеї Томаса Юнга. Також месопотамський клинопис Едвардом Хінксом між 1846 і 1852 рр. Інші писемності, розшифровані за допомогою білінгвів, включають перську клинопис, написану Георгом Фрідріхом Гротефендом у 1802 р. (незалежно відтворену Генрі Кресвіком Роулінсоном у 1835–1846 рр.). Угаритську, незалежно від Шарля Вірольо, Ганса Бауера та Едуара Дорма в 1930 р., кожен з яких застосував різний підхід, та лувійські ієрогліфи (за участю багатьох вчених, починаючи приблизно з 1931 р.).